# Francisco Nevárez
Francisco Javier Nevárez Pulgarín (Juárez, México; 3 de diciembre de 2000) es un futbolista mexicano. Juega de defensa y su equipo actual es FC Juárez de la Primera División de México.

## Trayectoria
Nevárez comenzó su carrera en el FC Juárez en 2018.

## Estadísticas
Actualizado al último partido disputado el 30 de octubre de 2023.
| Club               | Div.          | Temporada     | Liga  | Liga  | Copas nacionales | Copas nacionales | Copas internacionales | Copas internacionales | Total | Total |
| Club               | Div.          | Temporada     | Part. | Goles | Part.            | Goles            | Part.                 | Goles                 | Part. | Goles |
| ------------------ | ------------- | ------------- | ----- | ----- | ---------------- | ---------------- | --------------------- | --------------------- | ----- | ----- |
| FC Juárez · México | 2.ª           | 2017-18       | 0     | 0     | 1                | 0                | —                     | —                     | 1     | 0     |
| FC Juárez · México | 2.ª           | 2018-19       | 6     | 0     | 13               | 0                | —                     | —                     | 19    | 0     |
| FC Juárez · México | 1.ª           | 2019-20       | 1     | 0     | 10               | 0                | —                     | —                     | 11    | 0     |
| FC Juárez · México | 1.ª           | 2020-21       | 6     | 0     | 0                | 0                | —                     | —                     | 6     | 0     |
| FC Juárez · México | 1.ª           | 2021-22       | 2     | 0     | 0                | 0                | —                     | —                     | 2     | 0     |
| FC Juárez · México | 1.ª           | 2022-23       | 18    | 0     | 0                | 0                | —                     | —                     | 18    | 0     |
| FC Juárez · México | 1.ª           | 2023-24       | 2     | 0     | 0                | 0                | 1                     | 0                     | 3     | 0     |
| FC Juárez · México | Total club    | Total club    | 35    | 0     | 24               | 0                | 1                     | 0                     | 59    | 0     |
| Total carrera      | Total carrera | Total carrera | 35    | 0     | 24               | 0                | 1                     | 0                     | 59    | 0     |